# Sančo I. Debeli
Sančo I. Debeli (? - 966.) bio je kralj Leona.
Njegov je otac bio kralj Ramiro II. Leonski, a polubrat mu je bio Ordonjo III., kojeg je naslijedio 956. te je vladao sve do svoje smrti. Dvije godine, od 958. do 960. mu je tron uzurpirao Ordonjo IV.
Otrovan je te ga je naslijedio sin Ramiro III.